# Xã Wilson, Quận Putnam, Missouri
Xã Wilson (tiếng Anh: Wilson Township) là một xã thuộc quận Putnam, tiểu bang Missouri, Hoa Kỳ. Năm 2010, dân số của xã này là 598 người.